# Динамический стереотип
Динамический стереотип — сложная условно-рефлекторная реакция, выработанная путём многократных повторений (предъявлении положительных и отрицательных раздражителей). Это слаженная система условно-рефлекторных процессов, формирующая устойчивые привычки и навыки (трудовые, игровые, спортивные, когнитивные и пр.), а также приспособление к привычно меняющимся условиям среды (например, к смене времён года, освещённости в течение дня).
Значение динамического стереотипа заключается в его подготовке (программировании) точных, своевременных реакций организма на привычные, сходные ситуации без лишней затраты нервной энергии. Понятие «динамический стереотип» ввёл И. П. Павлов поясняя, что название «динамический» означает возможность его изменения, нарушения и обратного восстановления.

## Особенности динамического стереотипа
На успешную выработку динамического стереотипа влияют: отношение человека к окружающей среде, в которой вырабатывается стереотип; сложность стереотипа; возраст (чем старше, тем труднее вырабатывается новый, и переделывается старый); тип нервной системы.

Ломка динамического стереотипа может стать причиной неврозов (чаще у слабого и инертного типов нервной системы), сопровождаться болезненными эмоциями из-за сложности перестройки на новый динамический стереотип (например, резкая перемена обстановки, климата, прекращение привычных взаимоотношений, занятий, смена профессии, образа мыслей, выход на пенсию и т. д.).
«…Часто,— писал И. П. Павлов,— тяжёлые чувства при изменении обычного образа жизни, при прекращении привычных занятий, при потере близких людей, не говоря уже об умственных кризисах и ломке верований, имеют своё физиологическое основание в значительной степени именно в изменении, в нарушении старого динамического стереотипа и в трудности установки нового».

— Полное собр. соч., т. 3, кн. 2, 1951, с. 243 — 44
Также отмечается, что динамические стереотипы расположены послойно (в зависимости времени образования). Одни доминируют, другие могут быть приторможены, и активируются в соответствующих ситуациях (например, рецидивы старых отношений при попадании человека в прежние условия жизни). Важным свойством д.с. является возможность его усложнения (путём наращивания новых впечатлений на старые). Система динамических стереотипов определяет поступки, отношения и, таким образом, составляет характер личности.
Явление д.с. помогает описать и объяснить механизмы поведения (в том числе патологического, непродуктивного) и изменить его.